# Antonio Amabile (traghetto)
L'Antonio Amabile è stato un traghetto, appartenuto alla compagnia di navigazione italiana Caronte & Tourist dal 1968 al 1992.

## Servizio
Varato nel 1968 nei cantieri navali Cassaro di Messina con il nome di Antonio Amabile per la Caronte Shipping Company, viene consegnato nel febbraio dello stesso anno e prende servizio nei collegamenti sullo stretto tra Messina e Villa San Giovanni.
Nel 1972, a causa di una manovra sbagliata del comandante dell'Antonio Amabile durante la navigazione nei pressi di Punta Pezzo, il traghetto causa la collisione tra la motonave italiana Corona Australe e la petroliera rumena Ploiesti, inabissatasi la notte del 10 novembre nelle acque dello stretto di Messina insieme a 3 marinai.
A metà anni '80 viene noleggiato alla Tirrenia di Navigazione ed impiegato sulla Palau - La Maddalena.
Dal 1991 al 1992 viene noleggiato all'Elba Ferries ed impiegato nei collegamenti tra Piombino e Portoferraio.
Terminato il noleggio, torna in flotta Caronte.
Nel 1993 viene venduto alla Pozzuoli Ferries e prende servizio nei collegamenti tra Pozzuoli e Ischia.
Il 28 dicembre 1998, durante la sosta a Casamicciola Terme, viene investito dagli effetti della tempesta Lothar, subendo ingenti danni e rompendo gli ormeggi a causa del forte vento, lasciando il traghetto in balia delle onde, ma grazie all'immediato intervento del comandante e di 4 marinai si riuscì ad evitare il peggio.
Nel 2008 viene venduto per la demolizione ai cantieri turchi di Aliağa, dove giunge il 22 settembre 2008.